# サンタクロース (ジョージア州)
サンタクロース（英語: Santa Claus）は、アメリカ合衆国ジョージア州トームス郡の市。人口は204人（2020年国勢調査）。バイデイリア都市圏に含まれる。

## 概要
市名はクリスマスのキャラクター「サンタクロース」に由来しており、現行の市旗・市章にはサンタクロースのイラストが描かれている。またしばし珍地名に挙げられる。
インディアナ州のサンタクロース町とは異なり郵便局はないが、切手を貼って宛名を書いた手紙を箱に詰めて郵送するか、市役所に直接持ち込むことで、非公式のサンタクロース市の消印を押して返送するサービスがある。クリスマスシーズンになると、数千枚のクリスマスカードが市役所に届く。

## 歴史
1941年、カルビン・グリーンがピーカンナッツの屋台に観光客を呼び込むため、自身が所有する果樹園にサンタクロースと名付けた。数年後の地元紙の報道によると、当初のコミュニティの人口は10人ほどであったが、まもなくグリーンの家族だけになったという。1960年代初頭、ビル・セーラムはサンタクロースに道路を敷設し、住宅を建築・販売し始めた。

## 地理
サンタクロースはライアンズから南へ3キロメートルほどの距離にあり、国道1号線沿いに位置する。
アメリカ合衆国国勢調査局によると、2023年の総面積は0.185平方マイル (0.48 km2)で、そのうち陸地は0.184平方マイル (0.48 km2)、水域は0.001平方マイル (0.0026 km2)、割合は0.54パーセントである。

## 住民
2020年国勢調査によると人口は204人である。人種別だと白人が約8割を占め、次いでアフリカ系が1割ほどで、他の人種・民族はごくわずかである。
| 人種 / 民族 (NH = 非ヒスパニック)               | 人口 | 割合   |
| ----------------------------------------------- | ---- | ------ |
| 白人 (NH)                                       | 162  | 79.41% |
| アフリカ系アメリカ人 (NH)                       | 28   | 13.73% |
| ネイティブ・アメリカンおよびアラスカ先住民 (NH) | 0    | 0.00%  |
| アジア系アメリカ人 (NH)                         | 0    | 0.00%  |
| 太平洋諸島系 (NH)                               | 0    | 0.00%  |
| その他の人種 (NH)                               | 3    | 1.47%  |
| 混血 (NH)                                       | 3    | 1.47%  |
| ヒスパニック/ラテン系アメリカ人                 | 8    | 3.92%  |
| 合計                                            | 204  | 100%   |

## 交通
市内にはサンタクロースやクリスマスに関係する名前の街路が多く存在する。
- キャンディケイン・ロード（Candy Cane Road）
- ディッセンバー・ドライブ（December Drive）
- ルドルフ・ウェイ（Rudolph Way）
- ダンサー・ストリート（Dancer Street）
- プランサー・ストリート（Prancer Street）
- スレイ・ストリート（Sleigh Street）